# Guettarda noumeana
Bản mẫu:GlobaliseGuettarda noumeana là một loài thực vật thuộc họ Rubiaceae. Đây là loài đặc hữu của New Caledonia.